# San Onofre (Kolumbien)
San Onofre ist eine Gemeinde (municipio) im Departamento Sucre in Kolumbien.

## Geographie
San Onofre liegt im Nordosten von Sucre, in der Subregion Morrosquillo, 57 km von Sincelejo entfernt, auf einer Höhe von 30 m ü. NN und hat eine Jahresdurchschnittstemperatur von etwa 27 °C. Die Gemeinde grenzt im Norden an Cartagena und Arjona im Departamento de Bolívar, im Süden an den Golf von Morrosquillo, Tolú, Tolú Viejo, Colosó und Chalán, im Osten an María La Baja und El Carmen de Bolívar in Bolívar und im Westen an das Karibische Meer. Zum Gemeindegebiet zählt die Insel Boquerón des San-Bernardo-Archipels.

## Bevölkerung
Die Gemeinde San Onofre hat 51.991 Einwohner, von denen 29.853 im städtischen Teil (cabecera municipal) der Gemeinde leben (Stand: 2019).

## Geschichte
San Onofre wurde 1774 vom spanischen Hauptmann Antonio de la Torre y Miranda gegründet. Die Region war zu der Zeit bereits von entlaufenen Sklaven besiedelt. Seit 1839 hat San Onofre den Status einer Gemeinde.

## Wirtschaft
Die wichtigsten Wirtschaftszweige von San Onofre sind Landwirtschaft, Rinderproduktion und Tourismus, insbesondere Strandtourismus im Corregimiento El Rincón del Mar.

## Söhne und Töchter der Stadt
- Rodolfo Blanco (* 1966), ehemaliger kolumbianischer Boxer